# Musique de la Garde à pied
Pour les articles homonymes, voir AMK.
 (juin 2023).
Si vous disposez d'ouvrages ou d'articles de référence ou si vous connaissez des sites web de qualité traitant du thème abordé ici, merci de compléter l'article en donnant les références utiles à sa vérifiabilité et en les liant à la section « Notes et références ».

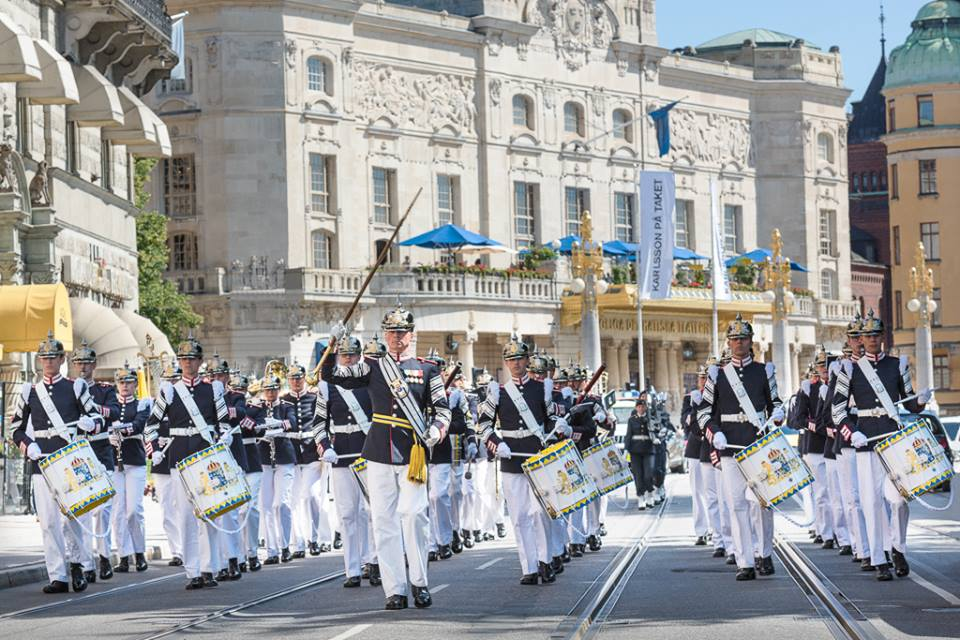

La musique de la Garde à pied (suédois : Arméns musikkår ou AMK) est un orchestre de la musique royale de l'armée de terre suédoise, composée de 53 musiciens professionnels. Il fait partie du régiment de la Garde et est basé à Stockholm, précisément à Sollentuna.

## Histoire
De son appartenance avec le régiment de la Garde, l’orchestre gère l'héritage des musiques des deux régiments de la Garde à pied à Stockholm. Ses origines datent du XVIe siècle. Les musiciens, les batteurs et les joueurs de fifre étaient employés par les forces de la garde du roi Gustave Ier Vasa.
À partir de la deuxième moitié du XXe siècle, les activités militaires musicales professionnelles furent détachées des forces de la défense. En 1982, les forces de la défense créèrent un peloton de musique avec des conscrits, sous le nom de « Peloton de musique de l'armée de terre ». En 2006, on recruta 15 musiciens professionnels qui eurent la tâche de jouer dans l´orchestre mais aussi de faire fonction d´instructeurs des musiciens soldats. En 2010, il y a une réforme de la défense et les derniers conscrits furent remplacés par des musiciens professionnels.

## Activités
Sa mission est de participer aux cérémonies d'État. Cela comprend les défilés de la Garde du palais royal de Stockholm, les audiences, les cérémonies royales. L’orchestre et ses différentes formations donne des concerts à la Cour royale, pour le Parlement et pour le Gouvernement suédois. La musique joue aussi dans des missions militaires et participe avec le corps de la défense à des missions internationales, entre autres au Kosovo et en Afghanistan. Sur la scène internationale, le corps de la musique a participé à des tattoos et des festivals de musique en Finlande, en Allemagne, en Norvège, au Danemark, en France et en Suisse. En outre il a une activité de concerts très fréquentés. Son répertoire va de la musique classique à la musique populaire, de la musique baroque à la musique moderne.

## Personnel
Son personnel est composé d'une direction de 7 personnes et de 53 musiciens professionnels. Son chef, son adjudant-chef, un réalisateur artistique, un maître de musique, un bibliothécaire de musique, un tambour-major et un chauffeur.
Il est composé de 3 flûtes, 10 clarinettes, 2 hautbois, 2 bassons, 4 saxophones, 5 cors, 8 trompettes/cornets, 4 trombones, 2 euphoniums, 3 tubas, 3 percussions, 6 batteurs et une contrebasse.

## Ensembles
Cela lui permet de former plusieurs ensembles : une grande musique de parade, un orchestre symphonique à vents (orchestre d'harmonie), un big band, un ensemble de musique folklorique, un ensemble de sérénade, un octuor à vent, un sextuor de cuivre, un quintette à vent, un quintette de cuivre et un quatuor de saxophones.

## Galerie

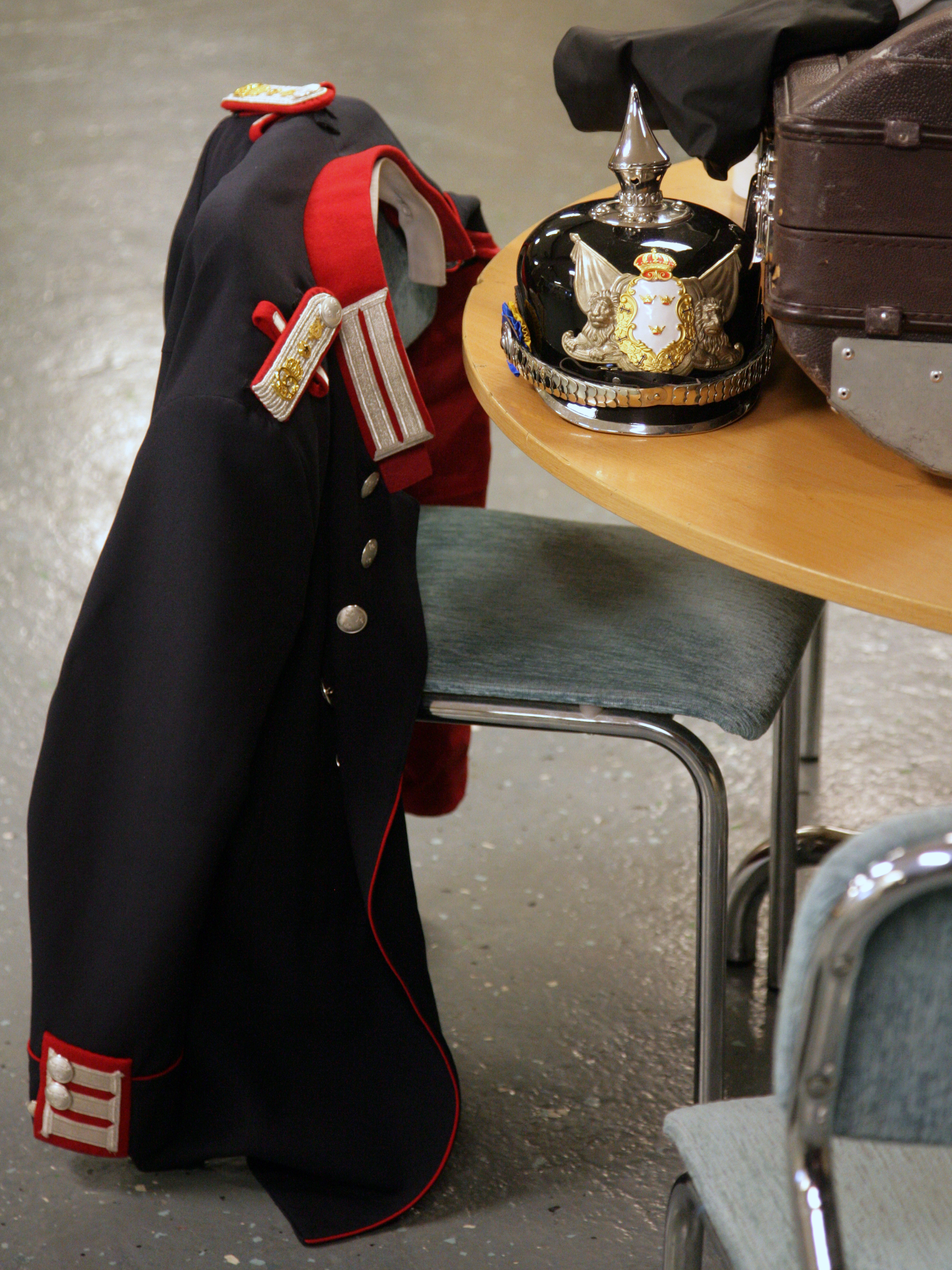
Uniforme m/1886 Sergent
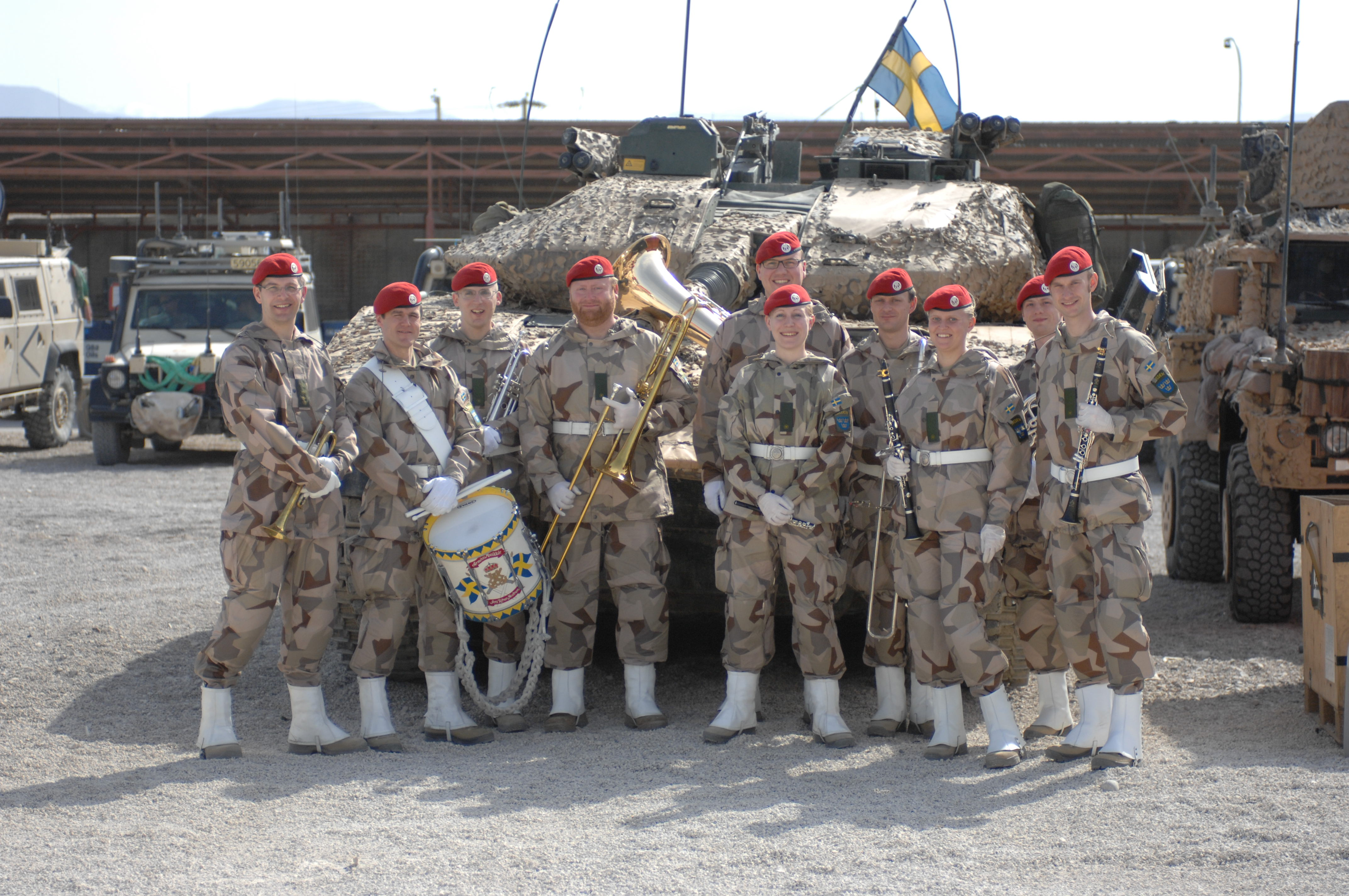
AMK en Afghanistan 2013
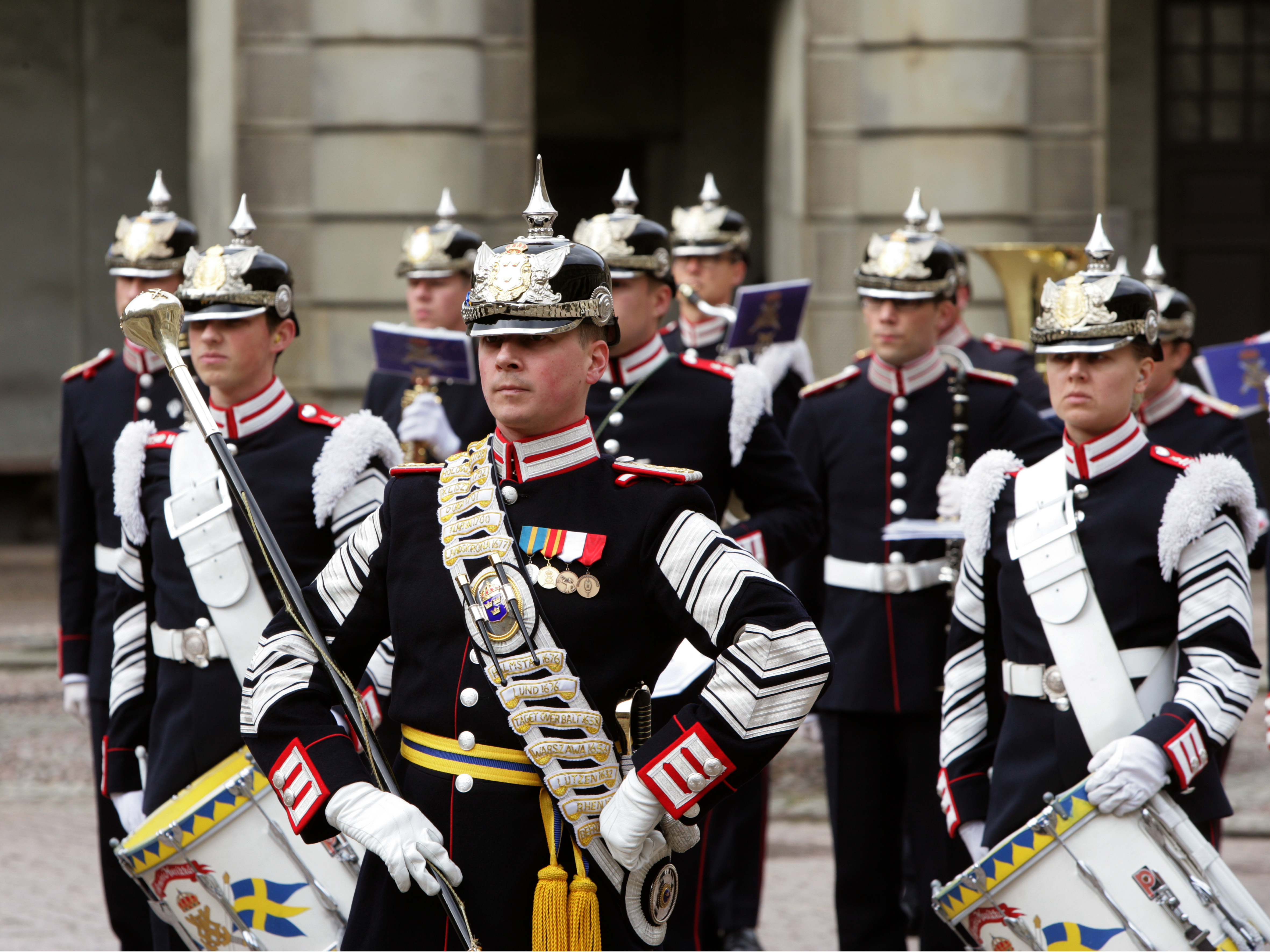
Le tambour-major 2017
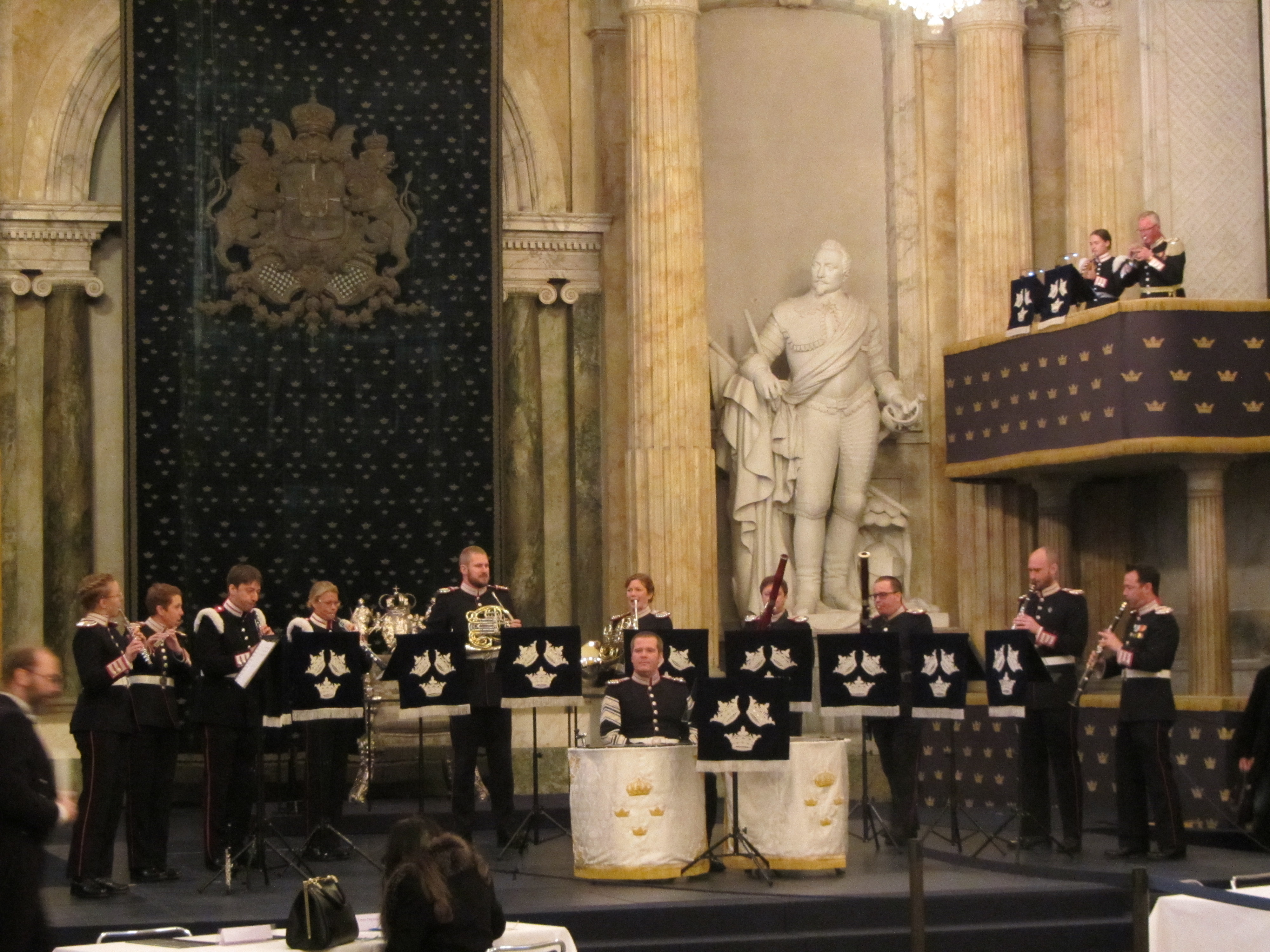
au Palais Royale
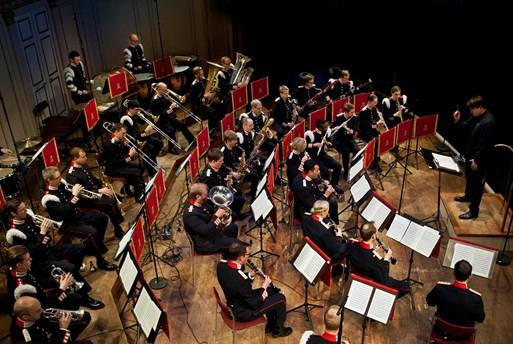
L'orchestre
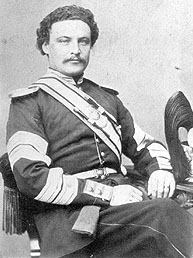
« Le Beau Herrmann », tambour-major, 1860
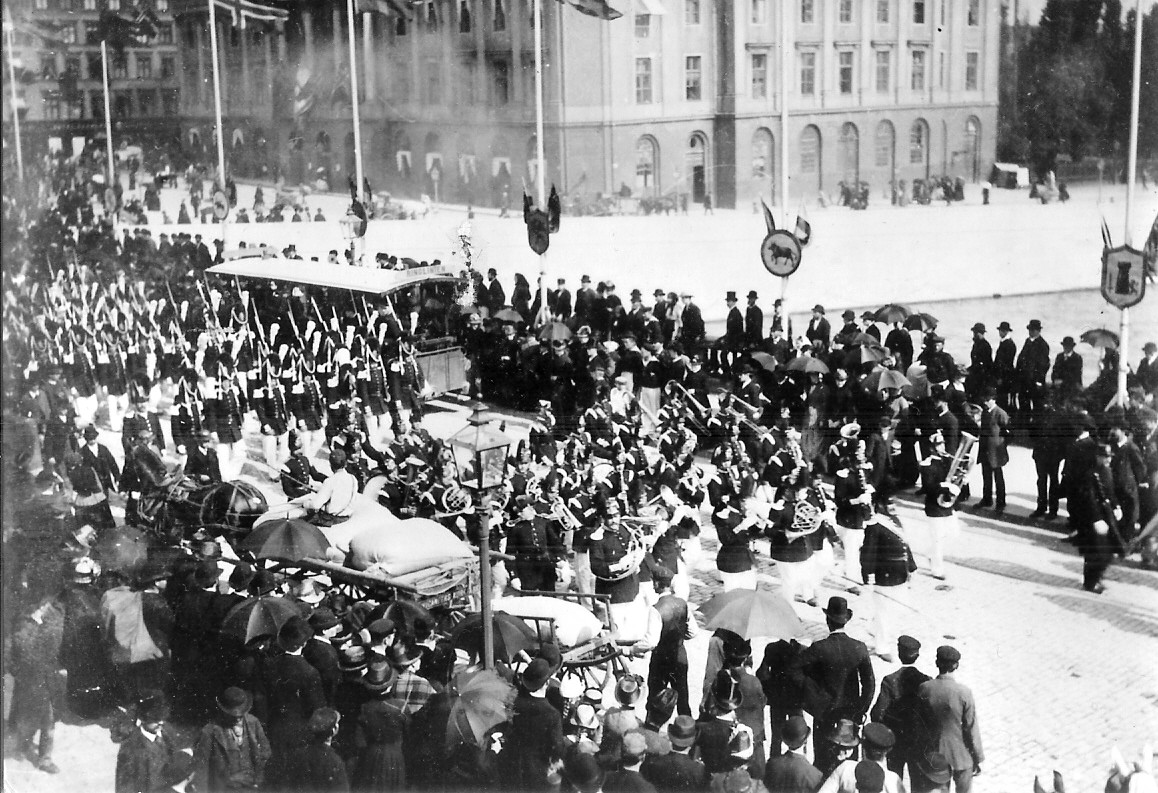
La Garde à pied en 1870

## Discographie
- Konsert med Arméns musikpluton 1982, Arméns Musikpluton 1982
- Under blågul fana, Arméns musikpluton 1984
- På parad och estrad, Arméns musikpluton 1986
- Sound of Brass, Arméns musikpluton 1988
- Festival of Brass (Festspel), Arméns musikpluton 1989,
- Världens marscher (Great Marches of the World), Arméns musikpluton 1990
- A Touch of Sweden, Arméns musikpluton 1991
- Flygvapnets marscher (Swedish Air Force Marches), Arméns musikpluton 1992
- I parad, på konsert, Arméns musikkår 1994
- Musique Royale, Arméns musikkår 1995
- On Tour 1996, Arméns musikkår 1996
- Scandinavian Winds, Arméns musikkår 1997
- Vaktparad, Arméns musikkår 1998 (några spår spelas av Arméns Musikkår 1996)
- The Best of the ’99 Concerts, Arméns musikkår 1999
- La danza, Arméns musikkår 2000
- Musik & tradition, Arméns musikkår 2002, ensemble de Svea Livgardes Musikkår, Orphei Drängar
- Great Swedish Marches, vol. 1, Arméns musikkår 2003 och Arméns musikkår 2004
- Prayer for Peace, Arméns musikkår, avec Gunilla Backman et Anders Ekborg, 2004
- Julmusik på Kungliga Slottet/Christmas Music at the Royal Palace. Arméns Musikkår 2013